# 先进苏木
先进苏木是中华人民共和国内蒙古自治区通辽市库伦旗下辖的一个苏木。
2012年1月20日，内蒙古自治区人民政府批复同意从白音花镇划出部分区域，设置先进苏木，先进苏木辖龙王庙西、龙王庙东、赵怀子、马营子、代西花、奈林稿、牌楼、敖海版、五家子、西通什、东通什、查干台、库力图、祥吉、苏木图、孤家子16个嘎查村，驻龙王庙西。

## 行政区划
先进苏木下辖以下村级行政区划单位：
龙王庙西嘎查、龙王庙东嘎查、西通什嘎查、东通什嘎查、东敖海白兴嘎查、塔本白兴嘎查、奈林稿勒嘎查、马营子嘎查、代西花嘎查、赵怀子嘎查、牌楼嘎查、苏木图村、祥记村、查干台村、库力图村和孤家子村。